# Eat the Document
Eat the Document es un documental de la gira británica llevada a cabo por Bob Dylan y The Hawks en 1966. Fue dirigida por Bob Dylan y grabada por D.A. Pennebaker, quien ya había trabajado previamente con el músico en el documental Don't Look Back, de la gira británica de 1965. Fue encargada por la cadena de televisión estadounidense ABC para la serie Stage '66. El propio Dylan, junto a Howard Alk y Robert Robertson, de The Band, editarían el largometraje.
La película documenta uno de los periodos más importantes en la carrera musical de Dylan, incluyendo numeroso material procedente de conciertos que supusieron un giro radical en la concepción musical del momento. No fue nunca adaptada para un estreno teatral ni tampoco se ha publicado en video, si bien copias ilegales han circulado entre coleccionistas.
Uno de los momentos más célebres e incluidos en el largometraje procede de un concierto ofrecido en el Manchester Free Trade Hall el 17 de mayo de 1966, en el cual un seguidor furioso gritó: "¡Judas!", durante el set eléctrico de Dylan. Dylan contestaría al seguidor diciendo: "No te creo. Eres un mentiroso", antes de ordenar a su banda: "Tocar jodidamente alto" para enmarcarse en una versión eléctrica de "Like a Rolling Stone". Más material del largometraje incluye escenas de Dylan y Robertson en habitaciones de hotel a lo largo de Inglaterra tocando canciones inéditas, así como un dúo con Johnny Cash.
Partes del material utilizado en Eat the Document, incluyendo el incidente en el concierto del Manchester Free Trade Hall, serían utilizadas en el documental No Direction Home de Martin Scorsese, que relata la vida personal de Dylan y su legado musical desde comienzos de los sesenta hasta 1966. 